# Zikoniya Island
Zikoniya Island (englisch; bulgarisch остров Цикония ostrow Zikonija) ist eine in ost-westlicher Ausrichtung 140 m lange und 120 m breite Insel im Palmer-Archipel vor der Westküste der Antarktischen Halbinsel. Sie liegt 4,75 km nordwestlich des Bulnes Point, 1,38 km nordwestlich von Melanita Island und 7,6 km westlich des Romero Point vor Spert Island und der Südwestseite der Trinity-Insel.
Britische Wissenschaftler kartierten sie 1978. Die bulgarische Kommission für Antarktische Geographische Namen benannte sie 2018 nach dem Trawler Zikonija, der von den 1970er bis in die frühen 1990er Jahre für den industriellen Fischfang in den Gewässern um Südgeorgien, um die Kerguelen, um die Südlichen Orkneyinseln, um die Südlichen Shetlandinseln und um die Antarktische Halbinsel im Einsatz war.